# Carsten Schroschk
Carsten Schroschk (* 30. November 1971 in Cottbus) ist ein ehemaliger deutscher Fußballspieler im Mittelfeld. Er absolvierte für die BSG Energie Cottbus ein Spiel in der DDR-Oberliga.

## Karriere
Schroschk spielte in seiner Jugend von 1979 bis 1981 bei der BSG Energie Cottbus und anschließend bis 1983 bei dem BFC Dynamo. Anschließend durchlief er die Jugendabteilungen der BSG Energie Cottbus bis hin zu 21 Einsätzen in der DDR-Nachwuchsoberliga 1989/90. In dieser Saison absolvierte er auch eine Partie beim Junge Welt-Pokal. In der folgenden Saison 1990/91 debütierte er für Cottbus in der Oberliga am 26. Oktober 1990, als er bei der 2:0-Niederlage gegen Hansa Rostock in der Startelf stand. Dies blieb sein einziges Oberligaspiel. 1991/92 absolvierte Schroschk 26 Spiele in der drittklassigen NOFV-Oberliga Mitte und schoss dabei zwei Tore. In den folgenden drei Spielzeiten spielte er meist für die Reservemannschaft. 1995/96 kam er in der Regionalliga Nordost noch einmal zu sechs Einsätzen. Nach der Saison spielte Schroschk noch bis 2006 für die unterklassigen Vereine Kolkwitzer SV und FC Waikiki.